# Svetovno prvenstvo v hokeju na ledu 2017
Svetovno prvenstvo v hokeju na ledu 2017 je 81. svetovno prvenstvo v hokeju na ledu. Vodila ga je Mednarodna hokejska zveza. 47 držav je bilo razporejenih v 4 različne divizije. Tekmovanje je tudi služilo kot kvalifikacije za Svetovno prvenstvo v hokeju na ledu 2018.

## Elitna divizija
Tekmovanje je potekalo med 5. in 21. majem 2017 v Kölnu, Nemčija in Parizu, Francija.
Končni vrstni red
| 1. Švedska 2. Kanada 3. Rusija 4. Finska 5. ZDA 6. Švica 7. Češka 8. Nemčija | 1. Francija 2. Latvija 3. Norveška 4. Danska 5. Belorusija 6. Slovaška 7. Slovenija — izpad v Divizijo I A 8. Italija — izpad v Divizijo I A |

## Divizija I
| Divizija I A — končni vrstni red 1. Avstrija — napredovanje v elitno divizijo 2. Južna Koreja — napredovanje v elitno divizijo 3. Kazahstan 4. Poljska 5. Madžarska 6. Ukrajina — izpad v Divizijo I B | Divizija I B — končni vrstni red 1. Združeno kraljestvo — napredovanje v Divizijo I A 2. Japonska 3. Litva 4. Estonija 5. Hrvaška 6. Nizozemska — izpad v Divizijo II A |

## Divizija II
| Divizija II A — končni vrstni red 1. Romunija — napredovanje v Divizijo I B 2. Avstralija 3. Srbija 4. Belgija 5. Islandija 6. Španija — izpad v Divizijo II B | Divizija II B — končni vrstni red 1. Kitajska — napredovanje v Divizijo II A 2. Nova Zelandija 3. Izrael 4. Severna Koreja 5. Mehika 6. Turčija — izpad v Divizijo III |

## Divizija III
| Divizija III — končni vrstni red 1. Luksemburg — napredovanje v Divizijo II B 2. Bolgarija 3. Gruzija 4. Hongkong 5. Južna Afrika 6. Kitajski Tajpej 7. Združeni arabski emirati |